# Xanthochorus
Xanthochorus is een geslacht van weekdieren uit de klasse van de Gastropoda (slakken).

## Soorten
- Xanthochorus buxeus (Broderip, 1833)
- Xanthochorus cassidiformis (Blainville, 1832)